# Tyler Olander
Tyler Reed Olander (Mansfield, 9 luglio 1992) è un ex cestista statunitense.

## Statistiche

### College
| Anno       | Squadra       | PG  | PT | MP   | TC%  | 3P%  | TL%  | RP  | AP  | PRP | SP  | PP  |
| ---------- | ------------- | --- | -- | ---- | ---- | ---- | ---- | --- | --- | --- | --- | --- |
| 2010-2011† | UConn Huskies | 39  | 21 | 9,6  | 37,3 | 0,0  | 66,7 | 1,8 | 0,4 | 0,1 | 0,2 | 1,5 |
| 2011-2012  | UConn Huskies | 34  | 9  | 17,6 | 44,4 | 20,0 | 68,2 | 3,9 | 1,2 | 0,4 | 0,5 | 4,2 |
| 2012-2013  | UConn Huskies | 29  | 26 | 21,6 | 45,7 | 0,0  | 66,7 | 3,7 | 1,1 | 0,2 | 0,9 | 4,3 |
| 2013-2014† | UConn Huskies | 33  | 4  | 8,3  | 45,5 | 28,6 | 72,7 | 1,2 | 0,1 | 0,4 | 0,1 | 1,8 |
| Carriera   | Carriera      | 135 | 60 | 13,9 | 43,6 | 17,6 | 68,6 | 2,6 | 0,7 | 0,3 | 0,4 | 2,8 |

## Palmarès
- Campione NCAA (2011, 2014)